# Eduard van York
Eduard August van York (Engels: Edward Augustus, Duke of York and Albany) (Norfolk House, Londen, 25 maart 1739 – Monaco, 17 september 1767) was de tweede zoon van kroonprins Frederik Lodewijk en diens vrouw prinses Augusta van Saksen-Gotha. Eduard August was een nakomeling uit het Huis Hannover.

## Leven
De jonge prins werd gedoopt als Eduard August te Norfolk House door de bisschop van Oxford, Thomas Secker, later aartsbisschop van Canterbury. Zijn peetouders waren koning Frederik Willem I van Pruisen (zijn plaats werd in genomen door Charles Douglas, de derde hertog van Queensberry), hertog Karel I van Brunswijk (hij werd vertegenwoordigd door Henry Brydges, tweede hertog van Chandos) en zijn tante aan moederskant hertogin Frederika van Saksen-Weißenfels (zij werd vertegenwoordigd door Charlotte Edwin, een dochter van de wijlen hertog van Hamilton).
Hij kreeg de titel hertog van York en Albany en graaf van Ulster op 1 april 1760 van zijn grootvader aan vaderskant, koning George II van Groot-Brittannië. Tussen de dood van zijn grootvader op 25 oktober 1760 en de geboorte van zijn neefje, prins George Augustus van Groot-Brittannië, op 12 augustus 1762 was Eduard August de erfgenaam van de tronen van Groot-Brittannië en Ierland. Misschien om deze positie te versterken kreeg Eduard August een positie in de privy council van zijn broer in 1760.
Aan het einde van de zomer van 1767 was Eduard August op reis naar Genua en kwam hij aan in de haven van Monaco. Plotseling werd Eduard August ernstig ziek. Ondanks de goede zorg en aandacht die Eduard August kreeg stierf hij in het paleis van vorst Honorius III van Monaco op 17 september 1767. Hij werd bijgezet in de Westminster Abbey.

## Kwartierstaat (voorouders)

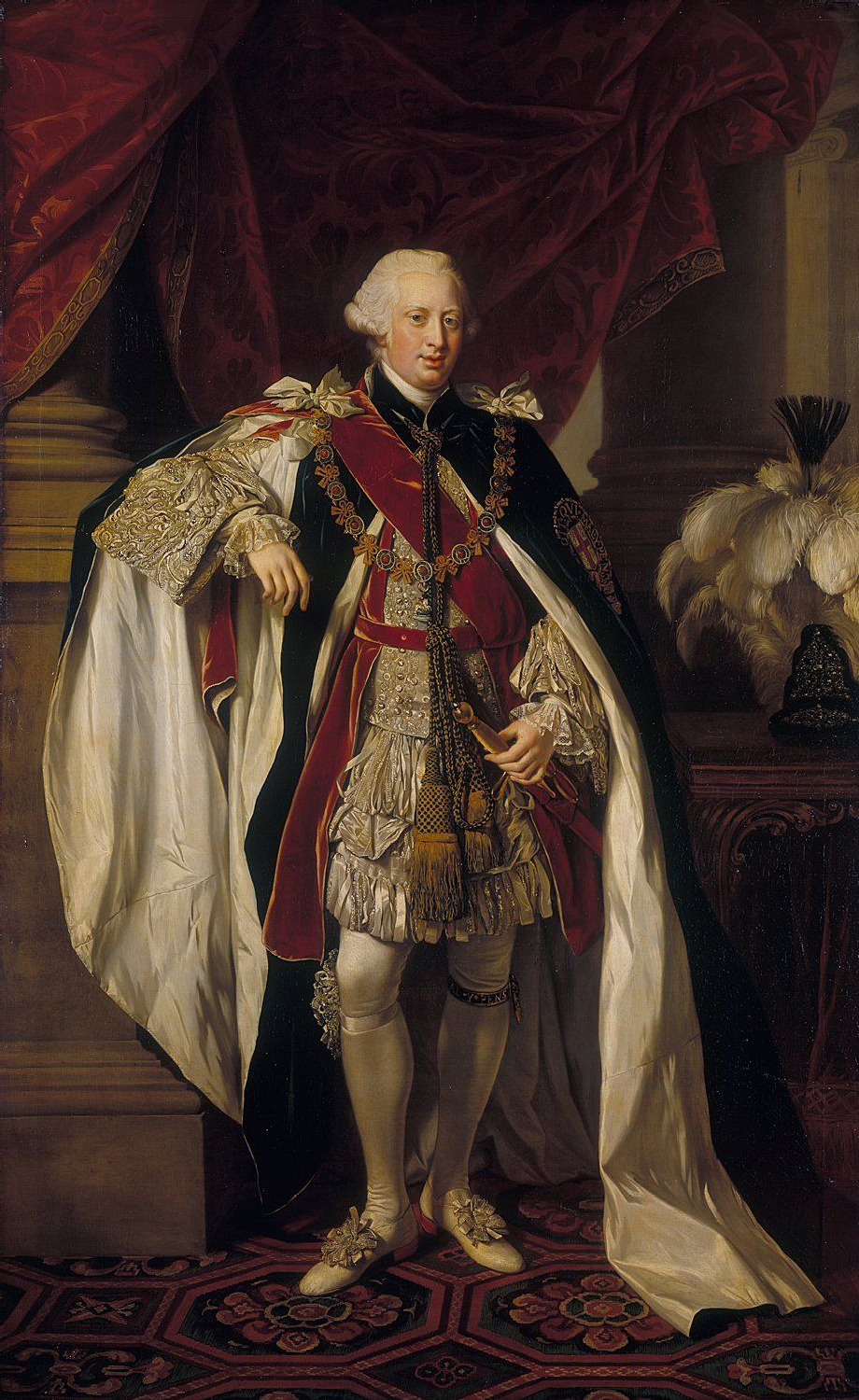
Prins Edward rond 1764-1765

| George I van Groot-Brittannië (1660-1727)  | George I van Groot-Brittannië (1660-1727)  | George I van Groot-Brittannië (1660-1727)  | George I van Groot-Brittannië (1660-1727)  | George I van Groot-Brittannië (1660-1727)  | George I van Groot-Brittannië (1660-1727)  | Sophia Dorothea van Celle (1666–1727)      | Sophia Dorothea van Celle (1666–1727)      | Sophia Dorothea van Celle (1666–1727)              | Sophia Dorothea van Celle (1666–1727)              | Sophia Dorothea van Celle (1666–1727)              | Sophia Dorothea van Celle (1666–1727)              |                                                    |                                                    | Johan Frederik van Brandenburg-Ansbach (1654-1686) | Johan Frederik van Brandenburg-Ansbach (1654-1686) | Johan Frederik van Brandenburg-Ansbach (1654-1686) | Johan Frederik van Brandenburg-Ansbach (1654-1686) | Johan Frederik van Brandenburg-Ansbach (1654-1686) | Johan Frederik van Brandenburg-Ansbach (1654-1686) | Eleonora Erdmuthe Louisa van Saksen-Eisenach (1662-1696) | Eleonora Erdmuthe Louisa van Saksen-Eisenach (1662-1696) | Eleonora Erdmuthe Louisa van Saksen-Eisenach (1662-1696) | Eleonora Erdmuthe Louisa van Saksen-Eisenach (1662-1696) | Eleonora Erdmuthe Louisa van Saksen-Eisenach (1662-1696) | Eleonora Erdmuthe Louisa van Saksen-Eisenach (1662-1696) |                                           |                                           | Frederik I van Saksen-Gotha-Altenburg (1646-1691) | Frederik I van Saksen-Gotha-Altenburg (1646-1691) | Frederik I van Saksen-Gotha-Altenburg (1646-1691) | Frederik I van Saksen-Gotha-Altenburg (1646-1691) | Frederik I van Saksen-Gotha-Altenburg (1646-1691)         | Frederik I van Saksen-Gotha-Altenburg (1646-1691)         | Magdalena Sibylla van Saksen-Weißenfels (1648–1681)       | Magdalena Sibylla van Saksen-Weißenfels (1648–1681)       | Magdalena Sibylla van Saksen-Weißenfels (1648–1681)       | Magdalena Sibylla van Saksen-Weißenfels (1648–1681)       | Magdalena Sibylla van Saksen-Weißenfels (1648–1681) | Magdalena Sibylla van Saksen-Weißenfels (1648–1681) |                                         |                                         | Karel Willem van Anhalt-Zerbst (1652-1718) | Karel Willem van Anhalt-Zerbst (1652-1718) | Karel Willem van Anhalt-Zerbst (1652-1718)      | Karel Willem van Anhalt-Zerbst (1652-1718)      | Karel Willem van Anhalt-Zerbst (1652-1718)      | Karel Willem van Anhalt-Zerbst (1652-1718)      | Sophia van Saksen-Weißenfels (1654–1724)        | Sophia van Saksen-Weißenfels (1654–1724)        | Sophia van Saksen-Weißenfels (1654–1724) | Sophia van Saksen-Weißenfels (1654–1724) | Sophia van Saksen-Weißenfels (1654–1724) | Sophia van Saksen-Weißenfels (1654–1724) |  |  |  |  |  |  |  |  |  |  |  |  |  |  |  |  |  |  |  |  |  |  |  |  |  |  |  |  |  |  |  |  |  |  |  |  |  |  |  |  |  |  |  |  |  |  |  |  |
| George I van Groot-Brittannië (1660-1727)  | George I van Groot-Brittannië (1660-1727)  | George I van Groot-Brittannië (1660-1727)  | George I van Groot-Brittannië (1660-1727)  | George I van Groot-Brittannië (1660-1727)  | George I van Groot-Brittannië (1660-1727)  | Sophia Dorothea van Celle (1666–1727)      | Sophia Dorothea van Celle (1666–1727)      | Sophia Dorothea van Celle (1666–1727)              | Sophia Dorothea van Celle (1666–1727)              | Sophia Dorothea van Celle (1666–1727)              | Sophia Dorothea van Celle (1666–1727)              |                                                    |                                                    | Johan Frederik van Brandenburg-Ansbach (1654-1686) | Johan Frederik van Brandenburg-Ansbach (1654-1686) | Johan Frederik van Brandenburg-Ansbach (1654-1686) | Johan Frederik van Brandenburg-Ansbach (1654-1686) | Johan Frederik van Brandenburg-Ansbach (1654-1686) | Johan Frederik van Brandenburg-Ansbach (1654-1686) | Eleonora Erdmuthe Louisa van Saksen-Eisenach (1662-1696) | Eleonora Erdmuthe Louisa van Saksen-Eisenach (1662-1696) | Eleonora Erdmuthe Louisa van Saksen-Eisenach (1662-1696) | Eleonora Erdmuthe Louisa van Saksen-Eisenach (1662-1696) | Eleonora Erdmuthe Louisa van Saksen-Eisenach (1662-1696) | Eleonora Erdmuthe Louisa van Saksen-Eisenach (1662-1696) |                                           |                                           | Frederik I van Saksen-Gotha-Altenburg (1646-1691) | Frederik I van Saksen-Gotha-Altenburg (1646-1691) | Frederik I van Saksen-Gotha-Altenburg (1646-1691) | Frederik I van Saksen-Gotha-Altenburg (1646-1691) | Frederik I van Saksen-Gotha-Altenburg (1646-1691)         | Frederik I van Saksen-Gotha-Altenburg (1646-1691)         | Magdalena Sibylla van Saksen-Weißenfels (1648–1681)       | Magdalena Sibylla van Saksen-Weißenfels (1648–1681)       | Magdalena Sibylla van Saksen-Weißenfels (1648–1681)       | Magdalena Sibylla van Saksen-Weißenfels (1648–1681)       | Magdalena Sibylla van Saksen-Weißenfels (1648–1681) | Magdalena Sibylla van Saksen-Weißenfels (1648–1681) |                                         |                                         | Karel Willem van Anhalt-Zerbst (1652-1718) | Karel Willem van Anhalt-Zerbst (1652-1718) | Karel Willem van Anhalt-Zerbst (1652-1718)      | Karel Willem van Anhalt-Zerbst (1652-1718)      | Karel Willem van Anhalt-Zerbst (1652-1718)      | Karel Willem van Anhalt-Zerbst (1652-1718)      | Sophia van Saksen-Weißenfels (1654–1724)        | Sophia van Saksen-Weißenfels (1654–1724)        | Sophia van Saksen-Weißenfels (1654–1724) | Sophia van Saksen-Weißenfels (1654–1724) | Sophia van Saksen-Weißenfels (1654–1724) | Sophia van Saksen-Weißenfels (1654–1724) |  |  |  |  |  |  |  |  |  |  |  |  |  |  |  |  |  |  |  |  |  |  |  |  |  |  |  |  |  |  |  |  |  |  |  |  |  |  |  |  |  |  |  |  |  |  |  |  |
|                                            |                                            |                                            |                                            |                                            |                                            |                                            |                                            |                                                    |                                                    |                                                    |                                                    |                                                    |                                                    |                                                    |                                                    |                                                    |                                                    |                                                    |                                                    |                                                          |                                                          |                                                          |                                                          |                                                          |                                                          |                                           |                                           |                                                   |                                                   |                                                   |                                                   |                                                           |                                                           |                                                           |                                                           |                                                           |                                                           |                                                     |                                                     |                                         |                                         |                                            |                                            |                                                 |                                                 |                                                 |                                                 |                                                 |                                                 |                                          |                                          |                                          |                                          |  |  |  |  |  |  |  |  |  |  |  |  |  |  |  |  |  |  |  |  |  |  |  |  |  |  |  |  |  |  |  |  |  |  |  |  |  |  |  |  |  |  |  |  |  |  |  |  |
|                                            |                                            |                                            |                                            | George II van Groot-Brittannië (1683-1760) | George II van Groot-Brittannië (1683-1760) | George II van Groot-Brittannië (1683-1760) | George II van Groot-Brittannië (1683-1760) | George II van Groot-Brittannië (1683-1760)         | George II van Groot-Brittannië (1683-1760)         |                                                    |                                                    |                                                    |                                                    |                                                    |                                                    | Caroline van Brandenburg-Ansbach (1683-1737)       | Caroline van Brandenburg-Ansbach (1683-1737)       | Caroline van Brandenburg-Ansbach (1683-1737)       | Caroline van Brandenburg-Ansbach (1683-1737)       | Caroline van Brandenburg-Ansbach (1683-1737)             | Caroline van Brandenburg-Ansbach (1683-1737)             |                                                          |                                                          |                                                          |                                                          |                                           |                                           |                                                   |                                                   |                                                   |                                                   | Frederik II van Saksen-Gotha-Altenburg (1676-1732)        | Frederik II van Saksen-Gotha-Altenburg (1676-1732)        | Frederik II van Saksen-Gotha-Altenburg (1676-1732)        | Frederik II van Saksen-Gotha-Altenburg (1676-1732)        | Frederik II van Saksen-Gotha-Altenburg (1676-1732)        | Frederik II van Saksen-Gotha-Altenburg (1676-1732)        |                                                     |                                                     |                                         |                                         |                                            |                                            | Magdalena Augusta van Anhalt-Zerbst (1679-1740) | Magdalena Augusta van Anhalt-Zerbst (1679-1740) | Magdalena Augusta van Anhalt-Zerbst (1679-1740) | Magdalena Augusta van Anhalt-Zerbst (1679-1740) | Magdalena Augusta van Anhalt-Zerbst (1679-1740) | Magdalena Augusta van Anhalt-Zerbst (1679-1740) |                                          |                                          |                                          |                                          |  |  |  |  |  |  |  |  |  |  |  |  |  |  |  |  |  |  |  |  |  |  |  |  |  |  |  |  |  |  |  |  |  |  |  |  |  |  |  |  |  |  |  |  |  |  |  |  |
|                                            |                                            |                                            |                                            | George II van Groot-Brittannië (1683-1760) | George II van Groot-Brittannië (1683-1760) | George II van Groot-Brittannië (1683-1760) | George II van Groot-Brittannië (1683-1760) | George II van Groot-Brittannië (1683-1760)         | George II van Groot-Brittannië (1683-1760)         |                                                    |                                                    |                                                    |                                                    |                                                    |                                                    | Caroline van Brandenburg-Ansbach (1683-1737)       | Caroline van Brandenburg-Ansbach (1683-1737)       | Caroline van Brandenburg-Ansbach (1683-1737)       | Caroline van Brandenburg-Ansbach (1683-1737)       | Caroline van Brandenburg-Ansbach (1683-1737)             | Caroline van Brandenburg-Ansbach (1683-1737)             |                                                          |                                                          |                                                          |                                                          |                                           |                                           |                                                   |                                                   |                                                   |                                                   | Frederik II van Saksen-Gotha-Altenburg (1676-1732)        | Frederik II van Saksen-Gotha-Altenburg (1676-1732)        | Frederik II van Saksen-Gotha-Altenburg (1676-1732)        | Frederik II van Saksen-Gotha-Altenburg (1676-1732)        | Frederik II van Saksen-Gotha-Altenburg (1676-1732)        | Frederik II van Saksen-Gotha-Altenburg (1676-1732)        |                                                     |                                                     |                                         |                                         |                                            |                                            | Magdalena Augusta van Anhalt-Zerbst (1679-1740) | Magdalena Augusta van Anhalt-Zerbst (1679-1740) | Magdalena Augusta van Anhalt-Zerbst (1679-1740) | Magdalena Augusta van Anhalt-Zerbst (1679-1740) | Magdalena Augusta van Anhalt-Zerbst (1679-1740) | Magdalena Augusta van Anhalt-Zerbst (1679-1740) |                                          |                                          |                                          |                                          |  |  |  |  |  |  |  |  |  |  |  |  |  |  |  |  |  |  |  |  |  |  |  |  |  |  |  |  |  |  |  |  |  |  |  |  |  |  |  |  |  |  |  |  |  |  |  |  |
|                                            |                                            |                                            |                                            |                                            |                                            |                                            |                                            |                                                    |                                                    | Frederik van Groot-Brittannië (1707-1751)          | Frederik van Groot-Brittannië (1707-1751)          | Frederik van Groot-Brittannië (1707-1751)          | Frederik van Groot-Brittannië (1707-1751)          | Frederik van Groot-Brittannië (1707-1751)          | Frederik van Groot-Brittannië (1707-1751)          |                                                    |                                                    |                                                    |                                                    |                                                          |                                                          |                                                          |                                                          |                                                          |                                                          |                                           |                                           |                                                   |                                                   |                                                   |                                                   |                                                           |                                                           |                                                           |                                                           |                                                           |                                                           | Augusta van Saksen-Gotha (1719-1772)                | Augusta van Saksen-Gotha (1719-1772)                | Augusta van Saksen-Gotha (1719-1772)    | Augusta van Saksen-Gotha (1719-1772)    | Augusta van Saksen-Gotha (1719-1772)       | Augusta van Saksen-Gotha (1719-1772)       |                                                 |                                                 |                                                 |                                                 |                                                 |                                                 |                                          |                                          |                                          |                                          |  |  |  |  |  |  |  |  |  |  |  |  |  |  |  |  |  |  |  |  |  |  |  |  |  |  |  |  |  |  |  |  |  |  |  |  |  |  |  |  |  |  |  |  |  |  |  |  |
|                                            |                                            |                                            |                                            |                                            |                                            |                                            |                                            |                                                    |                                                    | Frederik van Groot-Brittannië (1707-1751)          | Frederik van Groot-Brittannië (1707-1751)          | Frederik van Groot-Brittannië (1707-1751)          | Frederik van Groot-Brittannië (1707-1751)          | Frederik van Groot-Brittannië (1707-1751)          | Frederik van Groot-Brittannië (1707-1751)          |                                                    |                                                    |                                                    |                                                    |                                                          |                                                          |                                                          |                                                          |                                                          |                                                          |                                           |                                           |                                                   |                                                   |                                                   |                                                   |                                                           |                                                           |                                                           |                                                           |                                                           |                                                           | Augusta van Saksen-Gotha (1719-1772)                | Augusta van Saksen-Gotha (1719-1772)                | Augusta van Saksen-Gotha (1719-1772)    | Augusta van Saksen-Gotha (1719-1772)    | Augusta van Saksen-Gotha (1719-1772)       | Augusta van Saksen-Gotha (1719-1772)       |                                                 |                                                 |                                                 |                                                 |                                                 |                                                 |                                          |                                          |                                          |                                          |  |  |  |  |  |  |  |  |  |  |  |  |  |  |  |  |  |  |  |  |  |  |  |  |  |  |  |  |  |  |  |  |  |  |  |  |  |  |  |  |  |  |  |  |  |  |  |  |
|                                            |                                            |                                            |                                            |                                            |                                            |                                            |                                            |                                                    |                                                    |                                                    |                                                    |                                                    |                                                    |                                                    |                                                    |                                                    |                                                    |                                                    |                                                    |                                                          |                                                          |                                                          |                                                          |                                                          |                                                          |                                           |                                           |                                                   |                                                   |                                                   |                                                   |                                                           |                                                           |                                                           |                                                           |                                                           |                                                           |                                                     |                                                     |                                         |                                         |                                            |                                            |                                                 |                                                 |                                                 |                                                 |                                                 |                                                 |                                          |                                          |                                          |                                          |  |  |  |  |  |  |  |  |  |  |  |  |  |  |  |  |  |  |  |  |  |  |  |  |  |  |  |  |  |  |  |  |  |  |  |  |  |  |  |  |  |  |  |  |  |  |  |  |
|                                            |                                            |                                            |                                            |                                            |                                            |                                            |                                            |                                                    |                                                    |                                                    |                                                    |                                                    |                                                    |                                                    |                                                    |                                                    |                                                    |                                                    |                                                    |                                                          |                                                          |                                                          |                                                          |                                                          |                                                          |                                           |                                           |                                                   |                                                   |                                                   |                                                   |                                                           |                                                           |                                                           |                                                           |                                                           |                                                           |                                                     |                                                     |                                         |                                         |                                            |                                            |                                                 |                                                 |                                                 |                                                 |                                                 |                                                 |                                          |                                          |                                          |                                          |  |  |  |  |  |  |  |  |  |  |  |  |  |  |  |  |  |  |  |  |  |  |  |  |  |  |  |  |  |  |  |  |  |  |  |  |  |  |  |  |  |  |  |  |  |  |  |  |
| Augusta Frederika van Hannover (1737-1813) | Augusta Frederika van Hannover (1737-1813) | Augusta Frederika van Hannover (1737-1813) | Augusta Frederika van Hannover (1737-1813) | Augusta Frederika van Hannover (1737-1813) | Augusta Frederika van Hannover (1737-1813) |                                            |                                            | George III van het Verenigd Koninkrijk (1738-1820) | George III van het Verenigd Koninkrijk (1738-1820) | George III van het Verenigd Koninkrijk (1738-1820) | George III van het Verenigd Koninkrijk (1738-1820) | George III van het Verenigd Koninkrijk (1738-1820) | George III van het Verenigd Koninkrijk (1738-1820) |                                                    |                                                    | Eduard van York (1739-1767)                        | Eduard van York (1739-1767)                        | Eduard van York (1739-1767)                        | Eduard van York (1739-1767)                        | Eduard van York (1739-1767)                              | Eduard van York (1739-1767)                              |                                                          |                                                          | Willem Hendrik van Gloucester (1743-1805)                | Willem Hendrik van Gloucester (1743-1805)                | Willem Hendrik van Gloucester (1743-1805) | Willem Hendrik van Gloucester (1743-1805) | Willem Hendrik van Gloucester (1743-1805)         | Willem Hendrik van Gloucester (1743-1805)         |                                                   |                                                   | Hendrik Frederik van Cumberland en Strathearn (1745-1790) | Hendrik Frederik van Cumberland en Strathearn (1745-1790) | Hendrik Frederik van Cumberland en Strathearn (1745-1790) | Hendrik Frederik van Cumberland en Strathearn (1745-1790) | Hendrik Frederik van Cumberland en Strathearn (1745-1790) | Hendrik Frederik van Cumberland en Strathearn (1745-1790) |                                                     |                                                     | Caroline Mathilde van Wales (1751-1775) | Caroline Mathilde van Wales (1751-1775) | Caroline Mathilde van Wales (1751-1775)    | Caroline Mathilde van Wales (1751-1775)    | Caroline Mathilde van Wales (1751-1775)         | Caroline Mathilde van Wales (1751-1775)         |                                                 |                                                 | ... + 2 zusters en 1 broer                      | ... + 2 zusters en 1 broer                      | ... + 2 zusters en 1 broer               | ... + 2 zusters en 1 broer               | ... + 2 zusters en 1 broer               | ... + 2 zusters en 1 broer               |  |  |  |  |  |  |  |  |  |  |  |  |  |  |  |  |  |  |  |  |  |  |  |  |  |  |  |  |  |  |  |  |  |  |  |  |  |  |  |  |  |  |  |  |  |  |  |  |

- Bibliothèque nationale de France: cb15798305d (data)
- Gemeinsame Normdatei: 142260665
- International Standard Name Identifier: 0000 0003 6101 4417
- Istituto Centrale per il Catalogo Unico: MUSV010978
- Système universitaire de documentation: 198273002
- Union List of Artist Names: 500354104
- Virtual International Authority File: 222130291
- WorldCat: E39PBJth3QjVMvmP9jXfGCt9Xd